# Villa Franzan
Villa Franzan, situata nella contrada del Barcon nel territorio posto a nord-ovest del comune di Sarcedo, è un complesso di villa veneta. La sua storia è legata a quella della località in cui fu edificata, tanto che il nome con cui si indicavano i suoi edifici fu subito proprio Il Barcon, con questo nome è ancor oggi chiamato dai locali il grande complesso architettonico, che nel Novecento ospitò il seminario minore della Diocesi di Padova e che si trova in uno stato di abbandono e rovina da ormai quattro decenni.

## La contrada del Barcon
La contrada del Barcon, posta nella zona limitrofa del paese, si è conservata per ampi tratti nelle sue caratteristiche originali (soprattutto i campi che si estendono ad est della villa fino al torrente Igna), vale a dire di terreno pianeggiante a prevalente funzione agricola, e ha origini molto antiche. Attualmente, la prima attestazione del termine Barcon che emerge dai documenti, si ricava dal Balanzon (estimo delle case e dei terreni) degli anni 1541-1544, nel quale il nobiluomo Rizzardo Alidosio di Vicenza risulta possedere, oltre a numerose altre proprietà, anche “campi 75 in contrà del Barchon con una teza susso presso la via comuna”. Dobbiamo poi aggiungere un'altra data, che si ricava dall'iscrizione presente nel capitello posto all'angolo di nord-ovest del recinto di mura del Barcon, la quale recita:
che ricorda l'apparizione mariana che, secondo la tradizione, sarebbe avvenuta il 26 maggio 1432 nelle campagne circostanti Caravaggio, in Lombardia.
Da queste note si può quindi affermare che questo territorio fu ritenuto importante per i suoi terreni fertili e la sua conformazione geografica e quindi certamente, fin dai tempi antichi, coltivato e abitato dall'uomo.
Proprio la sua antica origine ha fatto sì che il termine Barcon (che in breve significa “grande recinzione di campi”) oltre alla contrada del paese, andasse ad indicare anche la grandiosa struttura architettonica lì edificata dai Franzani intorno al 1665 con il recinto di campi annesso.

## La villa
I Franzani (Franzan) erano originari del Lago di Como ed immigrarono a Thiene verso la fine del Cinquecento per svolgere la loro attività di commercianti di panni ("merzari"); col tempo accumularono molte fortune e investirono i loro capitali nell'acquisto di numerosi appezzamenti di terreno nei paesi limitrofi a Thiene. Più tardi coronarono la loro ascesa sociale acquistando il titolo nobiliare.
L'unica datazione certa che possediamo del complesso edilizio del Barcon è quella relativa all'erezione della chiesetta di S. Antonio, anno 1666. La villa fu sicuramente costruita nello stesso periodo, se non addirittura prima di tale data, visto che nel 1665 il conte Domenico Franzani denunciò di possedere a Sarcedo
A questi 145 campi se ne aggiungevano altri quattordici circa, per un totale di quasi 160 campi solo in questa contrada; complessivamente i campi posseduti da Domenico a Sarcedo sommavano a 395 circa.
Una mappa del 1673 mostra il Barcon come doveva presentarsi in quegli anni, una volta ultimato il progetto edilizio.
Da questa straordinaria mappa appare, a volo d'uccello, un complesso signorile davvero imponente: il corpo della villa padronale, residenza dei Franzani, si presenta tale e quale a come lo si può ancora vedere oggi; parte in linea con il palazzo e parte ad angolo retto con esso si trovavano le barchesse con un lunghissimo porticato ad archi che, ad un certo punto, era interrotto da una torre colombara alta, all'incirca, come la villa; c'era, inoltre, una terza ala di edifici a sud. In tutti questi edifici rustici dovevano trovar posto le stalle, i fienili e gli appartamenti dei lavoratori che servivano alle funzioni di carattere agricolo del complesso. Sono indicati anche i due accessi alla corte chiusa da un alto muro di cinta a ponente: un portello più piccolo e un portone grande, che si sono mantenuti nel corso dei secoli; a nord si vede l'oratorio di Sant'Antonio affacciato sulla strada e l'area, recintata sempre da muro, che era adibita all'orto.
Il noto storico dell'arte vicentino, Renato Cevese, afferma che villa Franzan è enorme e che le dimensioni "sono eccezionali anche per una villa seicentesca". Essa è composta da tre piani caratterizzati da quattordici finestre (che si possono contare sulla mappa appena illustrata) e da una porta d'ingresso al pianterreno, da quattordici finestre e una grande finestra curvilinea con balaustra sormontata da testa umana al piano nobile, e da quindici finestre nella soffitta. Tali finestre sono singole alle estremità, binate le altre e assai ravvicinate le quattro centrali, affiancate alla porta o alla grande finestra; questo ritmo compositivo è ripetuto nelle due facciate della villa, ma quella rivolta a sud è arricchita da un frontone triangolare. Un altro frontone triangolare conclude il fianco della villa rivolto ad ovest, che si affaccia sulla strada; vi si trovano due finestre per ogni piano, ma quelle al piano nobile sono entrambe ingrandite da balaustra e adorne di testa umana nella chiave dell'arco. Il Cevese considera tale fianco il "momento architettonicamente più alto" dell'edificio e afferma: "esso acquista bellezza per la rada tessitura degli elementi, distanziati in senso orizzontale e verticale, per la varietà delle forme e la felicità di tutti i rapporti".
La pianta della villa, che si ripete al pianterreno e al piano nobile, è composta da una grande e lunga sala mediana, parallela alla fronte meridionale, che si combina con il vano d'ingresso della fronte a nord, dando vita a "una figura spaziale crociata"; a sinistra della sala maggiore si trovano sale minori, mentre a destra c'è "il solenne scalone, a due rampe piuttosto ripide, coperto da soffitto a volte altissime". Questo contesto planimetrico "che nell'innesto dei due spazi mediani trovava una soluzione di spiegata monumentalità", a giudizio del Cevese "non appare consueto nel panorama dell'architettura seicentesca locale".
Considerati i caratteri stilistici della villa e dell'oratorio, Renato Cevese conclude ipotizzando come autore, dell'una e dell'altro, l'architetto Antonio Pizzocaro. Di conseguenza, una costruzione dall'aspetto sobrio e severo, ma allo stesso tempo grandiosa e monumentale che si imponeva incontrastata, con i suoi annessi rustici e l'oratorio gentilizio, sulla campagna del Barcon.
La villa fu anche decorata all'interno, pur non raggiungendo mai livelli artistici paragonabili a numerose altre ville venete: oltre alle travature dipinte, "che concorrono ad attribuire alla villa un aspetto di aulica magnificenza", alcune stanze al piano nobile recano fregi affrescati sotto il soffitto, risalenti alla fine del Seicento o agli inizi del Settecento.

## Il recinto del Barcon
Un'altra mappa del tempo del 1675, ci fa comprendere meglio come si configurava l'intera area del Barcon a fine Seicento; tale mappa fu disegnata in seguito alla supplica inoltrata dai conti Franzani agli Ufficiali alle Rason vecchie di Venezia per sistemare il recinto di campi del Barcon e le strade che lo servivano.
Essa mostra che il progetto, in seguito realizzato, era quello di costruire un unico grande quadrilatero, cinto da muro, all'interno del quale si venivano a trovare la villa con le barchesse e la chiesetta, assieme all'altra unità residenziale della Palazzina, anch'essa all'epoca di proprietà dei Franzani; questo diverrà propriamente il recinto del Barcon di cui ancora oggi rimangono evidenti tracce. Soprattutto va notato che, al posto della tortuosa strada a levante, si doveva dar vita ad una diritta e lunga strada che chiudeva il recinto da quel lato. Di questa strada, che nel catasto austriaco ottocentesco verrà poi chiamata “di dietro al Barcon”, non rimangono oggi tracce, ma si possono ancora vedere alcuni residui della muraglia che la costeggiava.
Per quanto riguarda l'antica casa padronale denominata Palazzina posta a nord della villa e non molto lontano da essa, si nota che nel Seicento appare dotata di colombara, barchesse, orto e corte, il tutto cinto da mura: questi caseggiati hanno subìto negli anni varie modifiche (le ultime si sono ultimate in questi mesi), ma si è conservato, ad esempio, il grande arco a ponente che permette l'accesso alla proprietà dalla strada proveniente da Thiene.
Per finire questo sguardo sul passato degli edifici e del territorio del Barcon ci viene in aiuto la mappa d'avviso napoleonica del comune di Sarcedo, datata 1809.
Nella precisa e razionale visione dall'alto dei rilievi della mappa si può intuire chiaramente la mole della villa e la più esile linea rappresentante le barchesse, i porticati e i caseggiati rustici che in due ali chiudevano il cortile a nord e a est; è importante notare che non sono più presenti gli edifici a mezzogiorno, smantellati nel corso del Settecento, probabilmente in conseguenza di una minore attività produttiva del complesso. Si scorge, inoltre, la superficie quadrata della torre colombara che, da un lato, testimonia la sua esistenza ancora a questa data (e vi rimarrà per gran parte dell'800) e, dall'altro, conferma la veridicità delle rappresentazioni seicentesche del complesso edilizio. Interessante è rilevare anche il grande rettangolo formato dai 57 campi “recinti di muro”, compreso tra le quattro strade che lo chiudono lungo i quattro punti cardinali, frutto della sistemazione della proprietà operata dopo il 1675.
Questa possessione, con poche altre aggiunte, è tutto ciò che rimane nel territorio di Sarcedo al ramo dei “Franzani del Barcon” agli inizi dell'Ottocento, del corpo dei quasi quattrocento campi posseduti da Domenico Franzani nel 1665; di lì a qualche anno, nel 1818, l'ultimo erede, don Francesco Franzani, si renderà artefice della vendita del complesso di edifici del Barcon.

## La chiesetta di Sant'Antonio
Sono complessivamente tre i luoghi di culto che furono in funzione nel complesso del Barcon. L'ultimo e il meno interessante dal punto di vista artistico fu edificato nella seconda metà del Novecento per ovviare alle esigenze della numerosa comunità del Seminario minore di Padova; tale cappella fu aggiunta all'estremità orientale dell'ala di edifici in linea con il palazzo.

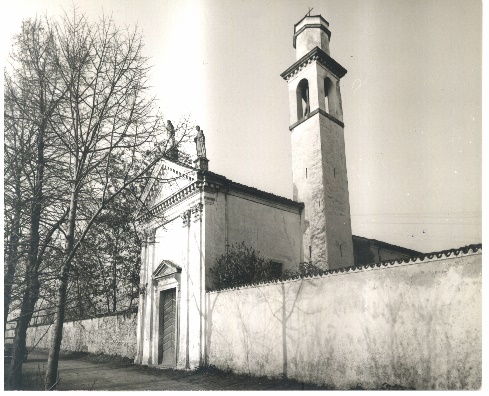
Esterno antico chiesa Barcon

Al piano nobile della villa, invece, i Franzani costruirono nel Seicento la loro cappella privata, dedicata all'Immacolata, che rimase in funzione fino ai tempi del Seminario quando veniva utilizzata dai professori-sacerdoti.
La più importante, artisticamente ma anche storicamente, fra le tre costruzioni religiose al Barcon, fu l'oratorio gentilizio dedicato all'Immacolata Concezione di Maria e a Sant'Antonio di Padova. Tale oratorio si affaccia sulla strada del Barcon, a poche decine di metri dalla villa, e presenta una porta d'ingresso a frontoncino triangolare, incorniciata fra quattro lesene corinzie che, a loro volta, reggono il frontone triangolare. All'interno esso presenta l'aula coperta da volta a botte e il presbiterio da volta a crociera; l'altare seicentesco, intarsiato di marmo, è adornato da una pala dell'Ottocento rappresentante Sant'Antonio al quale appare la Vergine. Secondo il Cevese "la sicurezza dei rapporti e la raffinatezza delle sagome non possono essere spiegate se non con l'intervento di architetto assai provveduto" che egli identifica, come detto, in Antonio Pizzocaro.
Sopra l'altare della chiesa, in una lastra di marmo nero, si trova incisa la seguente iscrizione:
IM CONCEP. B.V.M. AC D. ANTONIO PAT./

D. NICUS PR ET ANGELUS EQS FIL. FRANZANI/

EX COMITIBS MEDUNAE/

PIETATE DUCTI VIRTUTE FORTUNAM/

ADEPTI P. P./

ANNO D.NI MDCLXVI»
“A Dio Uno e Trino – all'Immacolata Concezione della B. V. Maria e al divo Antonio da Padova – il Sig. Domenico padre e il Cav. Angelo figlio Franzani – dei Conti di Meduna – mossi da devozione – avendo conseguito una fortuna con la loro operosità – posero – l'anno del Signore 1666”.
L'iscrizione, l'unica che ci è rimasta del complesso del Barcon, è molto importante e non solo perché ricaviamo la datazione dell'oratorio: questa scritta conferma innanzitutto che questo ramo dei Franzani, divenuti conti nell'anno 1661, aveva conseguito un'enorme fortuna grazie al lavoro, alla mercatura, e ne era cosciente tanto da dichiararlo pubblicamente e con orgoglio; inoltre ci fa capire che una figura importante nell'ideazione della residenza signorile e della chiesetta fu il cavalier Angelo, figlio di Domenico, laureato in Filosofia e Legge, che evidentemente frequentò il mondo dei letterati, i salotti e le accademie, e mise a frutto le proprie esperienze e qualità per nobilitare l'immagine e l'onore della propria famiglia.
Questa la descrizione che dell'oratorio fece l'arciprete di Sarcedo, don Francesco Zasa, in occasione della sua visita ufficiale al Barcon, il 19 settembre 1668: esso
La chiesetta di S. Antonio fu beneficiata, negli anni, di ben due cappellanie; l'obbligo di celebrare messa fu sicuramente motivo di prestigio per questo oratorio così lontano dalla chiesa parrocchiale di Sarcedo e al quale si recavano, come si deduce da vari documenti, molte persone. Le due mansionerie crearono però anche problemi e preoccupazioni a chi, nella seconda metà del Settecento e agli inizi dell'Ottocento, si trovò obbligato, per motivi ereditari, a garantire lo svolgimento regolare delle messe in tempi in cui le somme di denaro predisposte all'epoca non erano più sufficienti.
La prima mansioneria fu istituita dal conte Domenico, nel suo testamento in data 26 agosto 1671:
Il secondo obbligo di messa fu voluto dall'abate don Girolamo Franzani, nipote di Domenico, come da testamento, e consisteva nella celebrazione di cinque messe alla settimana con l'aggiunta di altre due messe infra mensem; questa cappellania iniziò ad essere officiata dall'anno 1743. Don Girolamo designò erede universale dei suoi beni la Pia Opera di Carità di Vicenza la quale, infatti, si vedrà essere garante dei pagamenti stabiliti per le messe ancora alla metà dell'Ottocento.
Con queste due mansionerie, che prevedevano sostanzialmente la celebrazione di ben due messe quotidiane, l'oratorio di Sant'Antonio al Barcon divenne sicuramente un importante luogo di culto e di preghiera, posto praticamente a metà strada tra la parrocchiale di Sarcedo e quella di Thiene.

## Le Dame Inglesi al Barcon
Dopo che l'ultimo erede Franzani “del ramo del Barcon” vendette la proprietà nel 1818, si chiuse un'epoca per lo storico complesso architettonico: il Barcon subì nell'Ottocento alterne vicende con continui passaggi di proprietà e smembramenti della stessa tra più soggetti, che lo porteranno gradualmente a una perdita di importanza e di valore, fino all'acquisto da parte delle Dame Inglesi di Vicenza, nel 1877.

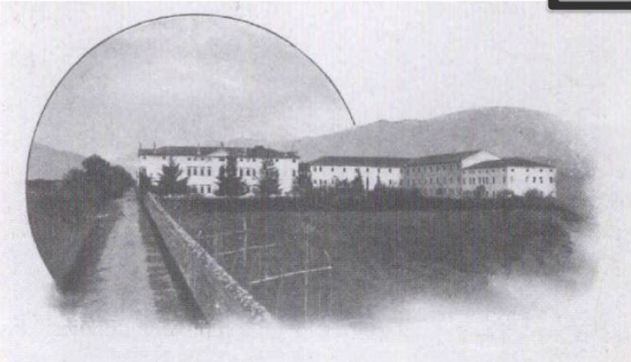
immagine storica Barcon

Questo Istituto attuò una notevole opera di restauro dell'intero complesso edilizio caduto nel frattempo in rovina, e ne avviò anche la ristrutturazione secondo le nuove funzioni che esso veniva ad assumere, cioè quello di sede di villeggiatura estiva di un collegio educativo.
Come racconta la cronaca dell'Istituto, le Dame Inglesi fecero il loro ingresso ufficiale al Barcon il 20 settembre di quello stesso anno 1877. Esse arrivarono con il treno a Thiene e furono accolte dalla popolazione che le ricevette calorosamente, accompagnandole dalla stazione fino alla località detta “Bosco dei preti”; da lì proseguirono per il vicino paese di Sarcedo, raggiungendo quindi la loro villa. Anche i cittadini di Sarcedo accolsero le Dame con molto entusiasmo e si fece stampare per l'occasione il seguente volantino celebrativo:
S’INAUGURA L’APERTURA DEL COLLEGIO/

DELLE DAME INGLESI/

QUESTO LUOGO AVVILITO/

ABBANDONATO ALLA PROFANAZIONE DEL TEMPO/

RISORGE A VITA NOVELLA/

QUI VALOROSO DUCE/

QUI CELEBRI INSTITUTRICI SAPIENTEMENTE DIRETTE/

QUI IL FIORE DELLE GIOVINETTE EDUCANDE/

QUI TUTTO FESTA ALLEGREZZA SPERANZA/

SI FAUSTO GIORNO VERRA’ SEGNATO/

SU BIANCA PIETRA/

A NON PERITURA MEMORIA/»
Le Dame Inglesi erano quindi riuscite in pochi mesi, sotto la sapiente guida della superiora suor Teresa Surlera, a mettere a nuovo il complesso residenziale, riportandolo agli antichi splendori. Questa monumentale opera di restauro era costata non poco impegno, soprattutto sotto l'aspetto economico: sistemazione della mura di cerchia della possessione, messa a nuovo della mura dell'orto, restauro del palazzo, costruzione di “nuove adjacenze, latrine e cisterna”.
Il risultato fu però davvero notevole, come testimoniato da un disegno dell'epoca, che mostra la parte signorile del complesso: la villa fu magnificamente adornata da tre statue sul frontone triangolare e da obelischi ed altri elementi decorativi sul cornicione; l'ala in linea col palazzo era stata trasformata, pare, in dormitorio o forse si erano ricavate delle aule per far scuola; a levante rimaneva un porticato ad archi dove sicuramente si trovavano le stalle e poi, nella parte più a meridione e quindi lontana dalla villa, gli appartamenti per i lavoratori.
Il Rumor, nella sua commemorazione funebre della Surlera, disse che “a lei entusiasta della natura, a lei che aveva un senso squisito del bello, cui un fiore, un fil d'erba rendeva contenta, la vita del Parco era una festa continua. Quivi ella profuse con larghezza anche del suo e assicurò alle alunne presenti e future una ricreazione signorile, al collegio una magnifica villa”.
Un'ulteriore conferma, e delle deplorevoli condizioni del complesso prima dell'acquisto da parte delle Dame Inglesi, e dello splendore riacquistato dopo l'opera di restauro, viene dal sonetto che il poeta Giacomo Zanella, negli ultimi anni della sua vita preside della scuola dell'Istituto, indirizzò a Teresa Surlera il 28 settembre 1877, pochi giorni dopo l'insediamento al Barcon. Esso recita:
Nell’aperta dei campi aura vitale,/

Della rosata sanità primiera/

Va ritemprando il fior soave e frale,/
Era di tetti un’obliata e nera/

Cadente nudità: per l’ampie sale/

Battagliavano i venti e la buféra/

Ruggìa nel sen delle deserte sale./
Chi lo squallente e affumicato ostello/

Rese all’aura ed al sole, e di colori/

Valse a rifarlo luminoso e bello?/
Amor materno: amor che in ermo lido/

E fin dell’Alpe fra i selvaggi orrori/

Tesse alle amanti colombelle il nido.»
Questo componimento fu fatto scolpire sul marmo e poi posto nella villa da diciotto ex allieve della Surlera nel 1892, in occasione del 40º anniversario di superiorato.
Come si è visto citando il Rumor, quando il Barcon venne acquistato dalle Dame il suo nome venne cambiato ufficialmente in “il Parco”; a dare tale suggerimento alla superiora fu proprio lo Zanella. D'altronde egli si recava spesso, durante le vacanze estive, alla villeggiatura delle Dame; proprio da lì, sempre in quel 1877, egli aveva accompagnato le alunne in visita al museo geologico di Villa Piovene a Lonedo di Lugo, in seguito alla quale occasione egli compose “Le Palme Fossili”, uno dei suoi più celebri componimenti.

## Il Barcon sotto la Diocesi di Padova
Trent'anni dopo, per il Barcon giunse un nuovo passaggio di proprietà che ne inaugurò l'ultima gloriosa stagione: l'acquisto da parte della Diocesi di Padova.
A Thiene, nel 1888, aveva aperto la propria sede il Collegio Vescovile di Padova grazie all'interessamento diretto dell'allora vescovo, cardinale Giuseppe Callegari; fu acquistato a tale scopo uno stabile di proprietà del Comune presso la chiesetta della Concezione delle ex monache Dimesse, che ospiterà più tardi l'istituto medico pedagogico “Nordera”.
Il collegio arrivò ad ospitare in pochi anni oltre un centinaio di convittori e acquisì la fama di ottimo istituto. La sede, però, si rivelò ben presto poco opportuna sia per l'impossibilità di ampliare ulteriormente i locali, sia perché la contrada era rumorosa e resa insalubre dalla vicinanza di alcune industrie.
Nel 1907 fu eletto il nuovo vescovo di Padova, monsignor Luigi Pellizzo, che si recò in visita al collegio il 5 maggio dello stesso anno; egli conosceva sicuramente le nuove esigenze poste dalla struttura e probabilmente proprio in seguito a quella visita decise di ricercare una nuova sede, individuandola proprio nel Barcon di Sarcedo. Da alcune lettere di corrispondenza tra il rettore del Collegio Vescovile e la superiora delle Dame Inglesi relative a quell'estate, si ricava che le trattative erano già a buon punto, tanto che si cita il progetto di apportare delle modifiche allo stabile, in modo tale da adattarlo alle nuove funzioni che il collegio doveva svolgere.
I lavori consistettero nell'abbattimento di alcune pareti e nell'innalzamento di altre per creare nuove stanze; da questa corrispondenza emerge anche che il rettore si trovò in difficoltà con l'istituto poiché, ad esempio, si tardava a sgombrare il palazzo e le adiacenze dai mobili ed altri oggetti di proprietà delle Dame. D'altronde il collegio doveva aprire nella nuova sede il 4 novembre di quell'anno e si aspettavano 130 fanciulli da collocare nel palazzo, senza contare i prefetti, e una ventina di professori che avrebbero preso posto nella “palazzina” lì vicina.
Erano quindi in corso grandi lavori di ampliamento, adattamento e restauro; l'acquisto del Barcon da parte del vescovo Pellizzo fu ufficialmente sancito dal contratto redatto il 9 dicembre 1907, per una cifra di £. 150.000.
La nuova sede del collegio mantenne la vecchia denominazione di “Collegio Convitto Vescovile di Thiene” pur trovandosi nel comune di Sarcedo e, per di più, sotto la Diocesi di Vicenza. Il problema relativo alla diocesi di appartenenza venne risolto da un decreto della Sacra Congregazione Concistoriale datato 22 aprile 1912, il quale stabiliva che il territorio del Barcon sarebbe passato sotto la giurisdizione del vescovo di Padova “fino a quando esso resterà in dominio o almeno in uso di collegio o seminario vescovile”. Per questo motivo nei documenti del tempo, nelle foto e nelle cartoline, si parla sempre de “il Barcon di Thiene”.
L'anno seguente, 1913, si festeggiò il 25º anniversario della fondazione del collegio, la cui celebrazione viene così descritta nel Liber Chronicus dell'archivio parrocchiale di Thiene: “La festa del XXV riuscì splendidissima. Al mattino ebbe luogo la Messa di mons. Vescovo, sulle 10 fu prodotto il melodramma “Salvatorello” del maestro Sanffredini, eseguito dai convittori del Collegio. Al dopo pranzo si ebbe il saggio ginnastico intercalato negli esercizi delle varie squadre da marce della Banda S. Gaetano. Chiusero la festa splendidi fuochi ed illuminazione del Collegio a palloncini.”
Fu una giornata importante alla quale parteciparono tutto il clero di Thiene e numerose e distinte personalità.
In occasione di questo anniversario fu pubblicato un opuscolo celebrativo molto interessante e ricco di fotografie, che tracciava brevemente la storia del collegio; in esso si dice che il collegio di Thiene nella sua nuova sede era “uno dei più comodi e igienici istituti di educazione”, e viene così descritto: “Il Collegio sorge in mezzo all'aperta campagna, è circondato da prato e orto con numerosi e spaziosi cortili. L'area di proprietà del Collegio è chiusa da muro di cinta. Il fabbricato è formato di due lati che si tagliano verso l'estremità ad angolo retto volto a mezzogiorno, di cui uno misura m. 164 di lunghezza e m. 15 di larghezza, l'altro m. 140 di lunghezza e m. 15,10 di larghezza. Inoltre alla distanza di circa m 50 vi è una sala capace di una dozzina di letti, che serve come infermeria d'isolamento nelle malattie contagiose.
Tutto il mobilio fu completamente rinnovato, ottenendosi in pari tempo uniformità, comodità ed una certa eleganza.
Il Collegio è fornito di luce e forza elettrica, di acquedotto, di lavanderia, di forno, il quale dà un ottimo pane di farina di puro frumento, che si acquista dal Collegio e si macina nel molino elettrico del Seminario di Padova”.
Per quanto riguardava l'istruzione, ecco come continua la pubblicazione:
La prova migliore che il Collegio Vescovile di Thiene corrisponde ad ogni esigenza di buon istituto di educazione e d’istruzione si ha nel numero sempre crescente di convittori, e nell’esito degli esami pubblici, che molti alunni sostengono presso gli istituti regi»
Nell'anno scolastico 1907- 1908 erano presenti 146 convittori e 27 esterni, mentre nel 1912-1913 il numero dei convittori era salito a 252 con 10 esterni.
Tra l'agosto e il settembre del 1913, per la prima volta, i chierici del Seminario di Padova vennero a passare le vacanze al Barcon, e fu stabilito che questa sarebbe stata in avvenire la loro ordinaria ed obbligatoria sede di villeggiatura estiva; prima di tale anno, infatti, essi passavano le vacanze in famiglia.

## Le trasformazioni del Barcon
Fu in quegli anni, che vanno dal 1907 al 1913, che il complesso signorile di villa Franzan subì, dopo quelle ottocentesche, ulteriori e definitive modifiche e si trasformò nel Barcon: oggi, infatti, per “Barcon” si intende il complesso degli edifici, senza distinguere tra palazzo signorile con chiesetta seicenteschi e stabili costruiti nel Novecento.
Per arrivare allo stato attuale del complesso, non solo furono abbattute tutte le adiacenze rustiche, ma anche la situazione interna del palazzo fu stravolta per soddisfare le esigenze dell'apparato amministrativo del Collegio, prima, e del Seminario, poi. Il Cevese definisce “incresciosa” la suddivisione della sala mediana al piano nobile, conseguente a tali lavori, in quanto essa portò ad un “penoso smembramento” del piano stesso; anche il fianco della villa che dà sulla strada fu modificato in seguito a tali lavori, ricavando una finestrella curvilinea inserita in una triade tra le due finestre maggiori, e aggiungendovi lo stemma del vescovo Pellizzo.
È a questo punto doverosa una chiarificazione dei mutamenti architettonici subiti, che di sicuro fecero perdere una parte dell'antico valore storico-artistico al complesso, ma che furono anche necessari per adempiere alle nuove funzioni che il Barcon fu chiamato a svolgere. Da alcune fondamentali foto, tratte dalla già citata pubblicazione del 1913, si ricava che, al momento dell'acquisto da parte del vescovo Pellizzo, esisteva ancora un porticato con sette archi, ultimo residuo, molto probabilmente, dell'antico ed estesissimo portico che chiudeva su tre lati la residenza dei Franzani; all'estrema destra vi era una casa di una certa mole che era probabilmente la cosiddetta “palazzina”, utilizzata come abitazione dei lavoratori prima, al tempo delle Dame Inglesi, e dei professori poi, come risulta dalle lettere citate.
Successivamente vi fu il primo ampliamento promosso dal collegio, che consistette nell'innalzamento dell'ala di edifici in linea col palazzo dominicale; già con questo primo intervento la fisionomia della residenza venne a cambiare perdendo parte del suo prestigio, poiché la villa non si ergeva più incontrastata sui bassi edifici adiacenti, ma veniva affiancata da un corpo quasi di pari altezza, staccato solo di pochi metri da un appartamento a due piani.
Con il secondo ampliamento spariva definitivamente ogni residuo delle antiche barchesse e si innalzava un altro edificio di notevole mole, a tre piani.
Il terzo ampliamento concludeva l'opera, dando vita ad un'omogenea ala residenziale ad est che venne poi prolungata ulteriormente verso sud; si giunge così al Barcon, come si presenta ai nostri giorni.
L'opuscolo del XXV anniversario riportava anche una pianta topografica del collegio che documenta come il Barcon fosse divenuto, effettivamente, un unico grande e continuo edificio, i cui locali interni furono funzionalmente strutturati secondo le esigenze dell'istituto religioso.
Il palazzo signorile, centro architettonico del complesso, fu ovviamente destinato alla parte amministrativa e rappresentativa; al piano terra la sala mediana fu adibita a “sala delle visite”, mentre alla sua sinistra una prima stanza, che faceva da anticamera, immetteva nello studio del rettore; entrando invece dalla porta a nord, il primo locale consisteva nella portineria: qui venivano accolti i ragazzi poiché, infatti, l'accesso al Barcon avveniva tramite il portone e il cortile retrostanti, tra la villa e la chiesetta; a nord-est si trovavano le grandi cucine che dovevano sfamare una consistente comunità e che possedevano anche un forno per fare il pane.
Al piano superiore, che non era più il fulcro della residenza come al tempo della “civiltà di villa” quando veniva chiamato “piano nobile”, si trovavano varie stanze in parte adibite all'amministrazione e in parte ad alloggio. Il lungo edificio che proseguiva in linea con la villa ricopriva varie funzioni: principalmente refettorio per gli studenti al piano terra, guardaroba al primo piano e alloggio per i professori al secondo piano; esso si concludeva con la cappella dell'istituto sotto la quale, al piano terra, si trovavano le stanzette dei pianoforti e degli armonium, dove si studiava musica.
L'altra ala di edifici ad angolo retto con il corpo appena descritto era dedicata allo svolgimento delle lezioni nelle diverse aule scolastiche ed al soggiorno degli alunni in lunghi stanzoni-dormitorio.
Il Barcon, così disposto, si affacciava su un esteso cortile alberato: per la maggior parte era destinato ai ragazzi, mentre nella parte situata davanti alla villa esso era strutturato come giardino all'italiana, abbellito da una fontana, e riservato al clero.

## Dalla prima alla seconda guerra mondiale
Il Barcon fu direttamente coinvolto nei due grandi eventi tragici del XX secolo, le due guerre mondiali; vediamo come.
Con l'avvento della prima guerra mondiale la città di Thiene e i paesi del circondario si ritrovarono ad essere coinvolti fortemente nelle operazioni di organizzazione delle retrovie, essendo il fronte posto a non molti chilometri di distanza. Nelle colline di Centrale e Sarcedo si scavarono delle trincee per creare la “linea di resistenza dell'Igna” che si doveva poi congiungere con le trincee ed i reticolati di Villaverla-Motta fino a Malo, come cintura di difesa di Vicenza.
In particolare, dopo l'offensiva austriaca del maggio 1916, che coinvolse soprattutto le prealpi venete e l'Altopiano dei Sette Comuni, si rese urgente la disposizione di edifici per il deposito di materiali, la direzione delle operazioni militari e l'accoglimento dei feriti. Il Barcon venne così destinato ad Ospedale militare “di riserva e tappa”, dove prestavano servizio di infermeria, oltre alle ordinarie, anche molte signore che si erano rese volontarie, viste le esigenze del momento.
Di questo periodo si sono conservate alcune interessanti foto scattate dal tenente Sante Gaudenzi che qui passò alcuni mesi come ufficiale tecnico dell'Ambulanza chirurgica d'Armata nº 1.
Non abbiamo molte altre notizie di questi anni, ma sappiamo che, in conseguenza di tale fatto, il collegio, per l'anno scolastico 1916-1917, venne trasferito a Padova, lasciando completamente liberi i locali e a disposizione della Sanità militare “che già ne occupava una parte”; è quindi molto probabile che non solo per quell'anno, ma per tutto il corso della guerra il collegio sia rimasto a Padova, lontano dal Barcon.
Finito questo evento epocale che stravolse la vita della popolazione, nel 1920 il Collegio Vescovile era nuovamente funzionante a Thiene, anche se ospitava solo 80 ragazzi con le sole scuole ginnasiali; erano ormai finiti i tempi fiorenti dell'anteguerra.
Arrivò a questo punto per il Barcon il momento di un nuovo cambiamento, anzi di un ampliamento delle proprie funzioni: con lettera pastorale del 13 luglio 1922 il vescovo di Padova stabiliva di dividere il Seminario minore (fino alla 5ª ginnasiale) dal maggiore, e decideva di portare il minore al Barcon. I convittori del collegio furono in un primo momento trasferiti parte a Padova e parte ad Este, ma la storia del “Collegio Convitto Vescovile di Thiene” non si conclude qui, poiché nel 1928 verrà aperta una nuova sede a Thiene, presso il palazzo Cornaggia ex residenza dei conti Thiene, dove rimase fino all'anno scolastico 1953-1954.
Il Barcon venne dunque a ricoprire questa ennesima nuova funzione, quella di educare ed istruire i futuri preti della Diocesi di Padova; i locali furono ulteriormente modificati ed adattati, anche se il grosso dei lavori lo si era già compiuto per il collegio.
Arriviamo così, dopo il lungo ventennio fascista, alla seconda guerra mondiale.
Nel Liber Chronicus dell'archivio parrocchiale di Thiene il periodo bellico del Barcon viene inaugurato da questa importante annotazione, datata 4 ottobre 1943, che ci porta subito nel vivo della guerra e dell'occupazione tedesca: “un reparto di soldati tedeschi meccanici (30 uomini) occupano una parte del Seminario al Barcon ove hanno stabilito un'officina meccanica per riparazione cannoni”; segue un'altra annotazione in data 16 ottobre: “quantunque i due lunghi e spaziosi saloni colle relative aule scolastiche della parte sud-est del Seminario siano stati occupati da soldati tedeschi, tuttavia ieri, 15 ottobre, i seminaristi sono rientrati. Alcune camere del riparto professori sono state adattate ad aule scolastiche; ed oggi monsignor vescovo è venuto a compiere la solita e bella funzione di riapertura dell'anno scolastico”.
Dunque, dal 1943 alla fine della guerra, si ritrovarono a convivere al Barcon due categorie di persone alquanto diverse tra di loro: seminaristi e preti da una parte, soldati tedeschi dall'altra. La situazione pare ancor più paradossale se si pensa che dal febbraio del 1944, dopo i bombardamenti che colpirono Padova, il Seminario maggiore fu trasferito a Thiene e una metà di quei chierici prese alloggio al Barcon, aumentandone di conseguenza la già numerosa comunità, mentre il resto fu sistemato in vari altri edifici.
Questo reparto di soldati aveva destinato i locali occupati ad officine “Instandsetzung von Flakgerat” per la riparazione di mezzi, attrezzature ed armi contraeree della Wehrmacht; vi lavoravano soldati di origine tedesca, austriaca, ungherese, oltre ad alcuni civili italiani della zona. L'occupazione dell'ultima parte del seminario e del cortile verso sud era, inoltre, strategica: furono piazzati una mitragliatrice e un binocolo nei pressi del cancello grande ad ovest, per il controllo di tutta la strada del Barcon; invece, nell'appezzamento di terreno dietro il fabbricato, verso est, su una piattaforma in cemento, fu installato un cannone a lunga gittata con telemetro per la misurazione delle distanze; da lì i tedeschi tennero sotto tiro le vicine montagne e gli aerei alleati di passaggio, anche se non sembra che fosse partito dal Barcon il colpo che fece precipitare un aereo americano a Sarcedo l'8 febbraio del 1945.
Sembra che i rapporti tra il Seminario e le truppe tedesche si mantenessero buoni, grazie anche alla benevola collaborazione instauratasi tra l'allora direttore don Luca Candiotto e il comandante della piazza di Thiene, colonnello Georg Siemon, responsabile anche delle officine del Barcon; quest'ultimo si dimostrò pervaso da spirito di equilibrio e di umanità, risparmiando alcuni lutti e dolori alla comunità e dando protezione ed asilo ad antifascisti italiani, proprio nelle cucine tedesche del Barcon.
Bisogna ricordare che egli, al momento della ritirata generale tedesca della primavera del 1945, ricevette ordine dal Comando supremo di far esplodere gli edifici del seminario con tutti i depositi di materiale bellico; il Siemon fece evacuare dallo stabile i soldati in partenza, finse di eseguire gli ordini, ma in realtà se ne andò per ultimo senza arrecare alcun danno all'antico complesso architettonico.
Un seminarista, Floriano Riondato (1921-2021), racconta:
Il comandante dei tedeschi era un buon cristiano e riforniva anche la dispensa dei seminaristi; ricordo con commozione i funerali cattolici, nella chiesetta della villa, di un soldato tedesco ucciso dai partigiani. Il comandante non permise alcuna rappresaglia.»
Conclusesi le vicende della seconda guerra mondiale, il Seminario minore tornò alla normalità e il Barcon lo ospitò per altri venti anni circa; nel 1968 la comunità era composta di 230 seminaristi nelle tre classi medie, 17 sacerdoti, un gruppo di chierici e 7 suore di San Giuseppe Benedetto Cottolengo.
Per l'anno scolastico 1969-1970 il seminario fu trasferito al palazzo Cornaggia di Thiene, ex sede del collegio vescovile, mentre fu poi aperta la nuova sede di Tencarola.

## Dal 1970

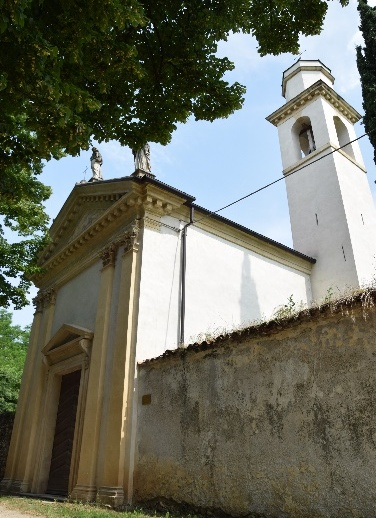
Frontale chiesetta Barcon

Il 14 dicembre del 1971 il Collegio Vescovile vende Villa Franzan, con tutto il complesso del Barcon comprendente sia la villa storica che la foresteria nei quali vivevano i seminaristi, a privati cittadini.
Nel 1992 costoro stipulano un accordo con un’azienda immobiliare per la vendita della parte del complesso senza valore storico. La villa e la chiesetta restano di proprietà privata.
Le finalità commerciali che avevano indotto l’azienda immobiliare ad acquistare non si concretizzano. Pertanto quella parte dell’area viene abbandonata e cade in rovina.
Nella  porzione del complesso in proprietà a privati cittadini invece inizia un lungo e complicato lavoro di restauro.

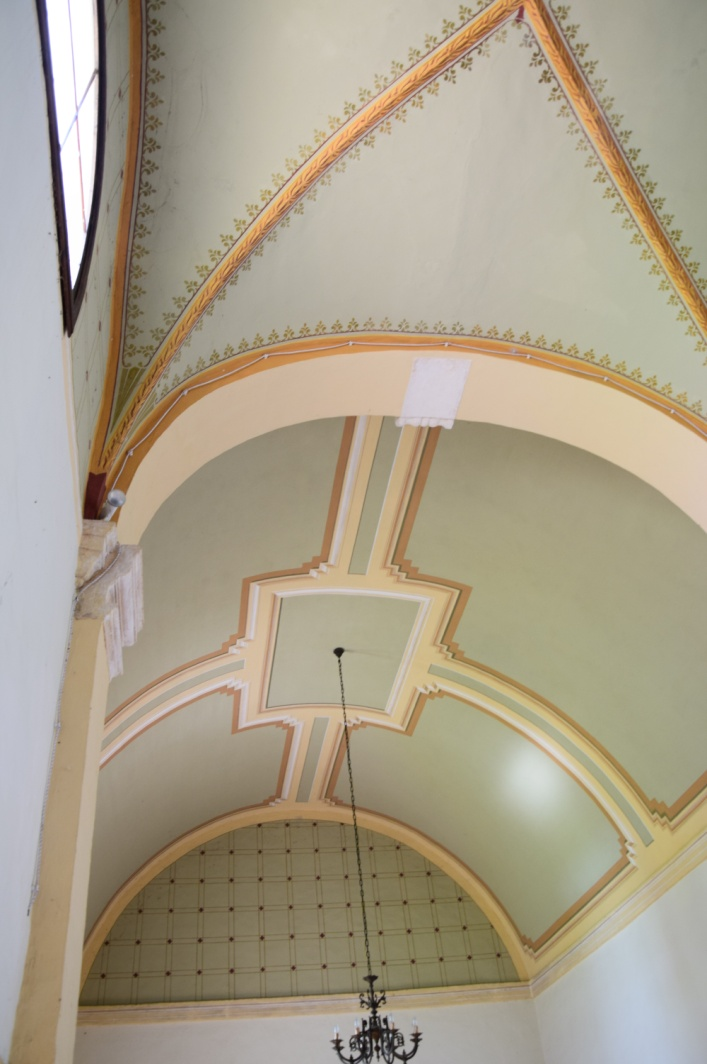
Interno chiesa Barcon

Per quanto riguarda la chiesetta e il campanile l’opera di ristrutturazione è completata nel 2007. La chiesetta si affaccia direttamente sulla strada di campagna, a poche decine di metri dalla villa. Presenta una porta d'ingresso a frontoncino triangolare, incorniciata fra quattro lesene corinzie che, a loro volta, reggono il frontone triangolare. All'interno essa presenta  la navata  coperta da volta a botte e il presbiterio da volta a crociera.
Dal marzo 2008 si sono realizzati tutti gli interventi necessari per mettere in sicurezza la villa. Sono state pertanto consolidate le coperture, prevedendo il rinforzo degli elementi lignei tramite incalmi, parziali sostituzioni, dardi di Giove, protesi lignee; quindi sono stati conservati i prospetti esterni in marmorino, le soglie e le pietre.  Per ovviare al fenomeno di risalita capillare dell’umidità si è effettuato a piano terra un vespaio aerato e la costruzione di una trincea tutt’intorno ai muri perimetrali. Si è inoltre steso intonaco deumidificante macroporoso per tutte le pareti dei vani a piano terra fino ad un’altezza di m 1,50. Sono stati ripristinati gli scuri in legno nonché alcune travature dei solai. Sono state interrate nei giardini alcune vasche per la raccolta e l’utilizzo delle acque meteoriche.

### Fonti non edite
- Archivio della Curia Vescovile di Vicenza, Stato delle Chiese - Sarcedo, foglio volante alla data
- Archivio Dame Inglesi di Vicenza, Cronaca 1819-1910; Documenti riguardanti il Parco; Raccolta Zanella
- Archivio Parrocchiale di Thiene, Liber Chronicus.
- Archivio di Stato di Venezia, Miscellanea Gregolin, b. 17, disegno n. 16, foto 16; Rason Vecchie, busta 198, disegno 881 (Sarcedo, foto n. 935)
- Archivio di Stato di Vicenza, Estimo, b. 30-31, b. 164; Balanzon del vicariato di Thiene (1541, 1544); Catasto napoleonico (mappa d'avviso e sommarione); Notaio Fabretti Girolamo, b. 10938, alla data
- A. Benetti, Fonti e ricerche sulla storia di Thiene, I-II, Verona 1975 (l'opera è rimasta dattiloscritta).
- D. Brunello, Il Barcon e la villa Franzan di Sarcedo. Un complesso architettonico nel suo contesto territoriale (sec. XVI-XX), tesi di laurea, Università di Padova, a.a. 2000-2001

### Fonti edite
- A.A.V.V, Gli affreschi nelle ville venete dal Seicento all'Ottocento, Venezia 1978
- G. Brazzale, Sarcedo, Vicenza 1966.
- G. Brazzale, Sarcedo. Rettifiche, integrazioni, aggiornamenti, Vicenza 1970.
- G. Cappellotto, L. Carollo, L. Marcon, Sarcedo: pagine di storia dal 1935 al 1945, Vicenza 1990.
- R. Cevese, Ville della provincia di Vicenza, Milano 1980.
- Collegio Convitto Vescovile di Thiene nel XXV dalla fondazione, Schio 1913.
- E. Gasparella, Come si visse la guerra 1915-1918. Memorie storiche di Thiene e del fronte vicentino, Vicenza 1925.
- Guerra a fuoco. Dal Carso agli Altipiani, dal Monte Grappa al Piave: la Grande Guerra nell'album fotografico del tenente Sante Gaudenzi, a cura di Lucio Fabi, Cremona 2003
- M. Michelon, Pensieri solitari di un cattolico sbandato (1943-1945), Vicenza 1985.
- S. Rumor, Donna Teresa Surlera. Commemorazione letta nella chiesa dell'Istituto delle Dame Inglesi in Vicenza la mattina del 5 di agosto 1895, Venezia 1895.
- G. Sartoratti, Caro vecchio Barcon, Padova 2001.
- G. Sartoratti, Achtung, Achtung! Storie di preti e di Wehrmacht al Barcon, Padova 2003